# Ambrogio Casati
Ambrogio Casati (Voghera, 27 dicembre 1897 – Pavia, 19 luglio 1977) è stato un pittore, scultore, militare e partigiano italiano.

## Biografia
Nacque a Voghera il 27 dicembre 1897. Il padre Ferdinando, segretario comunale di Voghera, gli trasmise la sua passione per le arti, in particolare musica e pittura, anche grazie ai frequenti incontri con il già affermato pittore Giuseppe Pellizza da Volpedo. Ottenne la maturità classica presso il liceo Severino Grattoni di Voghera e frequentò poi la Facoltà di Giurisprudenza dell'Università degli Studi di Pavia, abbandonata in favore dell'Accademia di belle arti di Brera, dove fu allievo di Giuseppe Graziosi e Vespasiano Bignami e dove si diplomò in scultura. Fece il suo esordio professionale come pittore nel 1923 con una mostra a Voghera insieme ad altri due artisti locali, Mario Maserati e Contardo Barbieri, mentre l'anno successivo ottenne una commissione per la realizzazione di due statue per decorare la villa Necchi di Pavia progettata da Carlo Morandotti.
Durante la prima guerra mondiale fu sottotenente e poi tenente nel Regio Esercito, venendo congedato nel 1920 e ricevendo la Croce al merito di guerra.
Partecipò al primo congresso nazionale futurista con una relazione sul teatro totalitario. A partire dal 1922 insegnò presso il liceo Grattoni. Nel 1925 partecipò all'Esposizione nazionale d'arte di Brera con la scultura in gesso L'Anima Immortale, ripresentata insieme a Gitana durante una mostra al castello Visconteo di Pavia.
Nel 1927 si recò a Parigi, che descrisse nel suo diario come "una maga che esercita la menzogna come opera d'arte. Fino a chiedersi a quale punto le sue menzogne non abbiano saputo creare delle mirabili verità", e vi trascorse almeno quattro o cinque anni presso l'abitazione dello scultore Egidio Pozzi. Rimase affascinato dall'opera di Auguste Rodin, Émile-Antoine Bourdelle, Aristide Maillol, Charles Despiau e Ivan Meštrović ed ebbe occasione di incontrare anche Pablo Picasso. Nel 1931 su proposta di un facoltoso armeno si recò nel Marocco francese per documentare gli esempi di architettura spontanea, sebbene di questo periodo della sua vita non siano rimaste tracce.
Nel 1937 fu richiamato col grado di capitano in Libia, dove dipinse personaggi e paesaggi della colonia italiana. Insieme ad altri artisti pubblicò sulla rivista Libia e partecipò alle decorazioni di diverse architetture coloniali tra cui il palazzo del Governatore di Tripoli. Rimase in Libia fino al 1942, anno in cui presentò alla prima Mostra degli artisti italiani in armi di Roma alcuni disegni fatti col pastello ambientati nella colonia italiana. Fu poi stanziato in Slovenia e tornò in Italia intorno al 1943, unendosi alla Resistenza italiana dopo l'armistizio di Cassibile; grazie alla sua esperienza militare svolse funzioni di collegamento tra il corpo volontari della libertà Oltrepò Pavese e le formazioni liguri di Vobbia, Montessoro e Crocefieschi. Fu catturato nel 1944 dalla Sicherheits Abteilung e rimase prigioniero per cinque mesi all'hotel Savoia di Broni. Dopo la liberazione collaborò alla nascita dell'Associazione Nazionale Partigiani d'Italia (ANPI) e contribuì all'estensione del volume Storia della Resistenza in provincia di Pavia, pubblicato col patrocinio della provincia di Pavia.
A Voghera realizzò diverse sculture, tra cui un monumento ai caduti di Oriolo e i busti di Carlo Pietro Gallini, Alessandro Maragliano, Davide Quaroni e Dino Provenzal, oltre che alcune decorazioni nelle chiese locali, tra cui alcuni affreschi sul catino che sovrasta l'altare nella chiesa di San Rocco, il mosaico della Vergine Maria sulla facciata di palazzo Torti e la Vergine Assunta sulla facciata della chiesa del Carmine.
Morì al Policlinico di Pavia, dove era stato ricoverato per un intervento chirurgico, il 19 luglio 1977.
Nel 1965 la famiglia Casati ha donato il suo fondo archivistico, composto da 979 carte e due fotografie, all'Istituto pavese per la storia della Resistenza e dell'età contemporanea. La sua casa-studio a Voghera è stata trasformata in casa museo.

## Opere

### Affreschi
- Affreschi interni, palazzo del Governatore, Tripoli
- Affreschi sul catino che sovrasta l'altare, chiesa di San Rocco, Voghera

### Disegni
- Ritratto di Marinetti, 1927
- La danza delle sedie, 1931, Casa museo Ambrogio Casati, Voghera
- Cavalli a terra (184), pastello, 60×35 cm
- Cavalli a terra (185), pastello, 59×40 cm
- Cavalli a terra (188), pastello, 60×45 cm
- Meharista con mehara (186), pastello, 58×40 cm
- Spahis con moschetto (182), pastello, 51×38 cm
- Spahis e il suo cavallo (183), pastello, 43×56 cm
- Spahis visto di fronte (189), pastello, 28×43 cm
- Zaptié sahariano (187), pastello, 76×54 cm

### Sculture
- Fanciulla stupita, bronzo, 105×36 cm
- Busto di Carlo Gallini
- Busto di Alessandro Maragliano
- Busto di Dino Provenzal
- Busto di Davide Quaroni
- Marionette per vari spettacoli teatrali, Museo del teatro di figura, Milano[8]

### Libri
- Arturo Barioli, Ambrogio Casati e Marisa Cassinelli (a cura di), Storia della resistenza in provincia di Pavia, prefazione di Giorgio Piovano, Pavia, Provincia di Pavia.